# 国鉄C10形蒸気機関車
国鉄C10形蒸気機関車（こくてつC10がたじょうききかんしゃ）は、1930年（昭和5年）に製造された、日本国有鉄道（国鉄・製造時は鉄道省）のタンク式蒸気機関車（タンク機関車）である。

## 製造までの経緯
第一次世界大戦終結後に深刻な不況に陥った日本は、1920年代には能力不足と老朽化が顕著になった明治時代製のタンク機関車の代替に迫られたが、不況のせいで経済性や効率性を重視した機関車を製造することが求められた。そこで、都市近郊旅客列車用として製造されたのが本形式である。軸重がやや大きく、地方線区での使用に難があったため、以後の増備は軽量化を施したC11形に移行した。

## 製造
製造は1回のみで1930年（昭和5年）に全23両が新製された。製造所はC10 1 - 15（15両）が川崎車輛（製造番号 1356 - 1370）、C10 16 - 23（8両）が汽車製造（製造番号 1141 - 1148）であった。

## 構造
当時すでに国産機が主力であったテンダー機関車の技術をこの機関車にも生かし、大型機に近い性能を発揮することができた。まず、運転室および石炭庫の真下に位置する従台車を2軸とする1C2形（先輪1軸+動輪3軸+従輪2軸の意味、ホワイト式では2-6-4）を採用し、さらに従台車の復元装置をエコノミー式として石炭や水の積載量によって動軸重が変動するのを防いだ。
先台車はコロ式復元装置を備えるLT122、従台車は前述のとおりエコノミー式復元装置を備える釣り合い梁式台車のLT213である。
動輪径は都市近郊域での高速運転などを考慮して8620形やC50形の1,600 mmを5パーセント縮小した1,520 mm径とされ、実際にも軽荷重の区間列車牽引時には95 km/hでの高速運転を実施した。
基本的な設計は、同時期のC50形やC54形などと共通する部分が多く、C55形以降のいわゆる国鉄近代型蒸気機関車に至る過渡的なものとなっている。電気溶接が一般化する前の時期に設計されたため、運転台や側面の水タンクなどはリベット組み立て構造となっており、溶接構造を採用した後継のC11形と比較して、外観上重厚な印象を与える造作であった。
また、新造時にはボイラーの肩部分に重見式給水温め器を装着していたが、これは使用成績が思わしくなく、のちに撤去されている。

なお、本形式はC54形で除煙板が制式採用される以前の設計であるため、除煙板は標準装備とされなかったが、一部の車両には後年追加されていることが記録写真から確認できる。

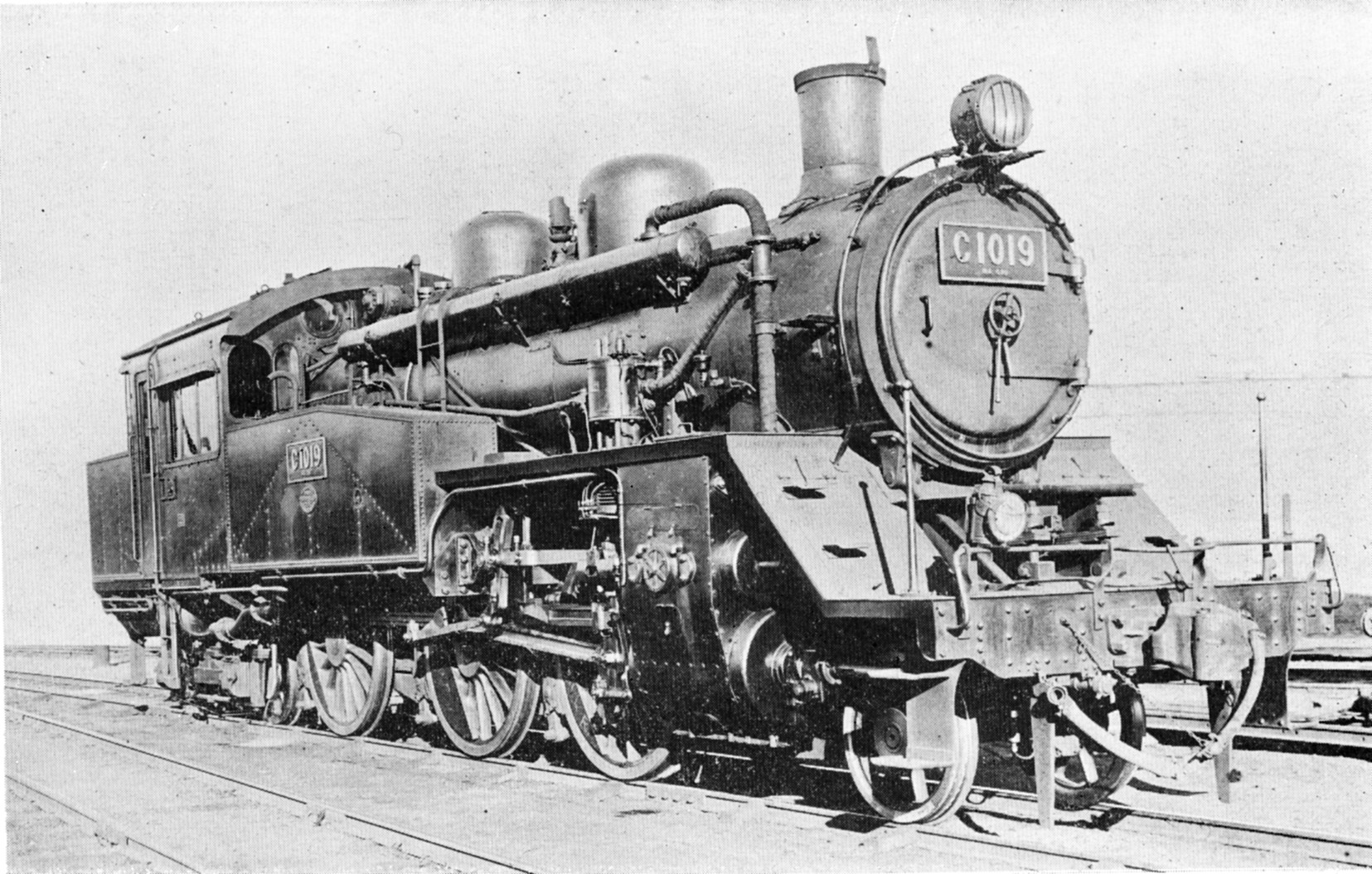
C10 19（製造時）
ボイラー横の筒状のものが重見式給水加熱器

## 運用
当初は東京・名古屋・大阪に配置され、東海道本線などで近郊列車の牽引に従事していたが、のちには熊本・奈良などにも配置された。これらの区間は早々に電化されたため各地に分散転属して山田線・真岡線・姫新線・播但線などで普通列車・貨物列車に使用されたが、ローカル線の気動車化が進行したため余剰となったC11形に置き換えられ、1960年（昭和35年）から1962年（昭和37年）にかけて全機廃車となった。

### 特急列車の牽引
- 1935年（昭和10年）8月10日、大阪府一帯で集中豪雨があり東海道本線が不通となったため、翌11日には特急つばめが初めて関西本線まわりで神戸駅まで運行された。この際、天王寺駅には逆編成とする都合上、本形式が先頭で牽引して入線を行っている[3]。

## 保存機
唯一、C10 8が大井川鐵道で動態保存されている。それ以外はすべて廃車後に解体処分されており、公園や博物館・学校などに静態保存されたものは存在しない。

### C10 8
1930年（昭和5年）7月24日に川崎車輛で落成（製造番号 1363）。同年8月2日に大宮機関庫（現・大宮運転区）に到着し、同9月4日に同機関庫に新製配置された。その後は東北本線や高崎線の旅客列車に使用された。1932年（昭和7年）9月1日に高崎機関庫（現・ぐんま車両センター）に転属してからは各地を転々とした。1946年（昭和21年）9月11日に盛岡機関区に貸し出されてからは、山田線の旅客列車に使用。1950年（昭和25年）10月14日に会津若松機関区（現・会津若松運輸区）に転属してからは、会津線の旅客・貨物列車に使用され、1961年（昭和36年）11月から休車となった。1962年（昭和37年）3月31日付で廃車となり、同年8月に岩手県宮古市のラサ工業へ譲渡された。同月30日に同社へ搬入されてからは、同社工場と宮古駅を結ぶ専用線の貨物輸送と、宮古駅構内の入換作業に使用された。国鉄の無煙化後も使用されたが、ディーゼル機関車の入線によって予備機となり、1979年（昭和54年）4月に再び運用を終了、1986年（昭和61年）11月に廃車となった。
1987年（昭和62年）3月に宮古市が譲り受け、観光列車として使用するための動態復元工事が行われた。この工事は同年4月17日に完了し、同7月19日に宮古駅付近と宮古港出崎埠頭を結ぶ旧国鉄臨港線で「SLしおかぜ号」として保存運転を開始した。しかし同線は海沿いを走るとはいえ、実際には堤防沿いを走るので海はほとんど望めず、1990年（平成2年）1月3日をもって運転を終了した。
宮古市では維持費がかかるため譲渡先を探していたが、増大する旅客に対応するために適当なタンク機関車を探していた大井川鉄道と意見が一致したため、1994年（平成6年）4月17日に同鉄道へ譲渡された。同月21日に保存場所から搬出され、同24日に大井川鉄道へ搬入された。それから間もなく新金谷車両区で動態復元工事を受け、6月21日に同区で構内試運転を行い、同月27日に報道公開された。また、翌7月9日に千頭駅構内で開催された有火展示会において、一般公開された。同年秋までに完全に整備を行い、本線運転できるようにすることを目指していたが、運輸省（現・国土交通省）地方運輸局の認可をすぐに受けることができず、千頭駅構内でのイベント時に火が入れられるだけであることが続いていた。
1997年（平成9年）夏より営業運転開始に向けた本格的な動態復元工事が行われ、同年9月に本線試運転を開始。同10月14日に本機+C11 227の重連で営業運転を開始した。外観はC11・C12形と同様のタンク機関車だが、リベットを多数使用しているので、古典的な雰囲気が出ている。2021年（令和3年）現在、単機での牽引は客車4両まで（以前は5両まで）可能となっている。
主要諸元は以下のとおり。
- 全長 - 12.65 m
- 全高 - 3.940 m
- 全幅 - 2.936 m
- 重量 - 69.70 t
- 空重量 - 55.51 t

## 登場した作品
いずれも大井川鐵道のC10 8が登場した。
テレビドラマ
- NHK連続テレビ小説『マッサン』（2014年）[7]
- TBS金曜ドラマ『天皇の料理番』（2015年）

コンピューターゲーム
- SLで行こう（1998年12月17日発売）

CM
- ダイハツ・キャスト